# Gunnar Agrell
Gunnar Hson Agrell, född 26 september 1911 i Malmö, död 17 mars 1999 i Hyllie församling, var en svensk civilingenjör och företagsledare. Han var son till Hugo Agrell, som grundade kontorsmaskinföretaget AB Addo i Malmö, och tandläkaren Edit Agrell.
Agrell tog examen vid Kungliga Tekniska högskolan 1938 och blev kapten i signaltruppernas reserv 1944. Han var verkstadsingenjör vid det familjeägda AB Addo i Malmö 1939–1942, och dess tekniska chef 1943–1949. Han var verkställande direktör (VD) för Addo från 1950–1966, då Addo köptes av konkurrenten Facit AB. Han blev vice VD för Facit 1966, och var VD 1971–1972. Han var därefter direktör vid Facit/Addos internationella avdelning inom Electrolux 1973–1982, och konsult vid Ericsson Information Systems 1983–1984. Agrell är begravd på Sankt Pauli södra kyrkogård i Malmö.